# 全国高等学校野球選手権大会 (長野県勢)
全国高等学校野球選手権大会における長野県勢の成績について記す。

## 全国中等学校優勝野球大会
| 年度（大会）         | 代表校                           | 試合結果                 | 試合結果                              | 成績                     |
| -------------------- | -------------------------------- | ------------------------ | ------------------------------------- | ------------------------ |
| 1916年（第2回大会）  | 長野師範（北陸・初出場）         | 1回戦                    | ● 2 - 6 市岡中                        | 初戦敗退                 |
| 1917年（第3回大会）  | 長野師範（北陸・2年連続2回目）   | 1回戦                    | ○ 4 - 3 愛知一中                      | ベスト8                  |
| 1917年（第3回大会）  | 長野師範（北陸・2年連続2回目）   | 準々決勝                 | ● 3 - 4x 杵築中（延長10回）           | ベスト8                  |
| 1918年（第4回大会）  | 長野師範（甲信・3年連続3回目）   | （米騒動による大会中止） | （米騒動による大会中止）              | （米騒動による大会中止） |
| 1919年（第5回大会）  | 長野師範（甲信・4年連続4回目）   | 準々決勝                 | ○ 2 - 0 市岡中                        | 準優勝                   |
| 1919年（第5回大会）  | 長野師範（甲信・4年連続4回目）   | 準決勝                   | ○ 1 - 0 小倉中                        | 準優勝                   |
| 1919年（第5回大会）  | 長野師範（甲信・4年連続4回目）   | 決勝                     | ● 4 - 7 神戸一中                      | 準優勝                   |
| 1920年（第6回大会）  | 松本商（甲信・初出場）           | 1回戦                    | ● 0 - 6 関西学院中                    | 初戦敗退                 |
| 1921年（第7回大会）  | 長野中（甲信・初出場）           | 2回戦                    | ● 9 - 10x 豊国中（延長12回）          | 初戦敗退                 |
| 1922年（第8回大会）  | 松本商（甲信・2年ぶり2回目）     | 1回戦                    | ○ 14 - 3 龍ヶ崎中                     | ベスト4                  |
| 1922年（第8回大会）  | 松本商（甲信・2年ぶり2回目）     | 準々決勝                 | ○ 8 - 0 北海中                        | ベスト4                  |
| 1922年（第8回大会）  | 松本商（甲信・2年ぶり2回目）     | 準決勝                   | ● 1 - 2 和歌山中                      | ベスト4                  |
| 1924年（第10回大会） | 松本商（甲信越・2年ぶり3回目）   | 2回戦                    | ○ 7 - 2 台北商                        | 準優勝                   |
| 1924年（第10回大会） | 松本商（甲信越・2年ぶり3回目）   | 準々決勝                 | ○ 5 - 2 松山商                        | 準優勝                   |
| 1924年（第10回大会） | 松本商（甲信越・2年ぶり3回目）   | 準決勝                   | ○ 9 - 3 鳥取一中                      | 準優勝                   |
| 1924年（第10回大会） | 松本商（甲信越・2年ぶり3回目）   | 決勝                     | ● 0 - 3 広島商                        | 準優勝                   |
| 1925年（第11回大会） | 長野商（甲信越・初出場）         | 2回戦                    | ● 2 - 5 大連商                        | 初戦敗退                 |
| 1927年（第13回大会） | 松本商（甲信越・3年ぶり4回目）   | 2回戦                    | ○ 8 - 1 京城中                        | ベスト4                  |
| 1927年（第13回大会） | 松本商（甲信越・3年ぶり4回目）   | 準々決勝                 | ○ 6 - 0 平安中                        | ベスト4                  |
| 1927年（第13回大会） | 松本商（甲信越・3年ぶり4回目）   | 準決勝                   | ● 3 - 4x 広陵中（延長14回）           | ベスト4                  |
| 1928年（第14回大会） | 松本商（甲信越・2年連続5回目）   | 1回戦                    | ○ 3 - 2 広陵中                        | 優勝                     |
| 1928年（第14回大会） | 松本商（甲信越・2年連続5回目）   | 2回戦                    | ○ 3 - 2 鹿児島商                      | 優勝                     |
| 1928年（第14回大会） | 松本商（甲信越・2年連続5回目）   | 準々決勝                 | ○ 5 - 0 愛知商                        | 優勝                     |
| 1928年（第14回大会） | 松本商（甲信越・2年連続5回目）   | 準決勝                   | ○ 3 - 0 高松中（6回表・降雨コールド） | 優勝                     |
| 1928年（第14回大会） | 松本商（甲信越・2年連続5回目）   | 決勝                     | ○ 3 - 1 平安中                        | 優勝                     |
| 1929年（第15回大会） | 諏訪蚕糸（甲信越・初出場）       | 2回戦                    | ● 0 - 1 高松商（延長11回）            | 初戦敗退                 |
| 1930年（第16回大会） | 諏訪蚕糸（甲信越・2年連続2回目） | 2回戦                    | ○ 6 - 1 八戸中                        | 準優勝                   |
| 1930年（第16回大会） | 諏訪蚕糸（甲信越・2年連続2回目） | 準々決勝                 | ○ 4 - 2 松山商                        | 準優勝                   |
| 1930年（第16回大会） | 諏訪蚕糸（甲信越・2年連続2回目） | 準決勝                   | ○ 3 - 0 平安中                        | 準優勝                   |
| 1930年（第16回大会） | 諏訪蚕糸（甲信越・2年連続2回目） | 決勝                     | ● 2 - 8 広島商                        | 準優勝                   |
| 1931年（第17回大会） | 長野商（信越・6年ぶり2回目）     | 1回戦                    | ○ 2 - 1 大分商                        | 2回戦                    |
| 1931年（第17回大会） | 長野商（信越・6年ぶり2回目）     | 2回戦                    | ● 2 - 5 小倉工                        | 2回戦                    |
| 1932年（第18回大会） | 長野商（信越・2年連続3回目）     | 1回戦                    | ○ 16 - 1 千葉中                       | ベスト8                  |
| 1932年（第18回大会） | 長野商（信越・2年連続3回目）     | 2回戦                    | ○ 6 - 0 遠野中                        | ベスト8                  |
| 1932年（第18回大会） | 長野商（信越・2年連続3回目）     | 準々決勝                 | ● 2 - 7 中京商                        | ベスト8                  |
| 1933年（第19回大会） | 松本商（信越・5年ぶり6回目）     | 2回戦                    | ● 0 - 4 大正中                        | 初戦敗退                 |
| 1934年（第20回大会） | 長野商（信越・2年ぶり4回目）     | 1回戦                    | ● 1 - 5 呉港中                        | 初戦敗退                 |
| 1935年（第21回大会） | 飯田商（信越・初出場）           | 1回戦                    | ● 2 - 3 呉港中                        | 初戦敗退                 |
| 1936年（第22回大会） | 長野商（信越・2年ぶり5回目）     | 1回戦                    | ● 4 - 27 静岡商                       | 初戦敗退                 |
| 1937年（第23回大会） | 長野商（信越・2年連続6回目）     | 2回戦                    | ○ 6 - 4 山形中                        | ベスト8                  |
| 1937年（第23回大会） | 長野商（信越・2年連続6回目）     | 準々決勝                 | ● 0 - 9 中京商                        | ベスト8                  |
| 1938年（第24回大会） | 松本商（信越・5年ぶり7回目）     | 2回戦                    | ● 0 - 5 岐阜商                        | 初戦敗退                 |
| 1939年（第25回大会） | 長野商（信越・2年ぶり7回目）     | 1回戦                    | ○ 2 - 1 東邦商（延長12回）            | ベスト4                  |
| 1939年（第25回大会） | 長野商（信越・2年ぶり7回目）     | 2回戦                    | ○ 4 - 2 関西学院中                    | ベスト4                  |
| 1939年（第25回大会） | 長野商（信越・2年ぶり7回目）     | 準々決勝                 | ○ 3 - 2 早稲田実                      | ベスト4                  |
| 1939年（第25回大会） | 長野商（信越・2年ぶり7回目）     | 準決勝                   | ● 2 - 3 下関商                        | ベスト4                  |
| 1940年（第26回大会） | 松本商（信越・2年ぶり8回目）     | 1回戦                    | ○ 3 - 2 徳島商                        | ベスト4                  |
| 1940年（第26回大会） | 松本商（信越・2年ぶり8回目）     | 2回戦                    | ○ 2 - 0 下関商                        | ベスト4                  |
| 1940年（第26回大会） | 松本商（信越・2年ぶり8回目）     | 準々決勝                 | ○ 7 - 3 日大三中                      | ベスト4                  |
| 1940年（第26回大会） | 松本商（信越・2年ぶり8回目）     | 準決勝                   | ● 1 - 3 海草中                        | ベスト4                  |
| 1946年（第28回大会） | 松本市中（信越・初出場）         | 2回戦                    | ○ 7 - 2 城東中                        | ベスト8                  |
| 1946年（第28回大会） | 松本市中（信越・初出場）         | 準々決勝                 | ● 2 - 3 東京高師付中                  | ベスト8                  |
| 1947年（第29回大会） | 県松本中（信越・初出場）         | 2回戦                    | ● 0 - 10 成田中                       | 初戦敗退                 |

## 全国高等学校野球選手権大会
| 年度（大会）          | 代表校                                         | 試合結果                                       | 試合結果                                       | 成績                                           |
| --------------------- | ---------------------------------------------- | ---------------------------------------------- | ---------------------------------------------- | ---------------------------------------------- |
| 1948年（第30回大会）  | 穂高農（信越・初出場）                         | 2回戦                                          | ● 2 - 4 函館工                                 | 初戦敗退                                       |
| 1949年（第31回大会）  | 松本市立（信越・3年ぶり2回目）                 | 2回戦                                          | ○ 2x - 1 臼杵（延長12回）                      | ベスト8                                        |
| 1949年（第31回大会）  | 松本市立（信越・3年ぶり2回目）                 | 準々決勝                                       | ● 1 - 2x 湘南                                  | ベスト8                                        |
| 1950年（第32回大会）  | 松商学園（信越・10年ぶり9回目）                | 1回戦                                          | ● 3 - 5 済々黌                                 | 初戦敗退                                       |
| 1951年（第33回大会）  | 松商学園（信越・2年連続10回目）                | 2回戦                                          | ● 0 - 1 平安                                   | 初戦敗退                                       |
| 1952年（第34回大会）  | 松商学園（信越・3年連続11回目）                | 2回戦                                          | ● 0 - 3 柳井商工                               | 初戦敗退                                       |
| 1953年（第35回大会）  | 松商学園（信越・4年連続12回目）                | 1回戦                                          | ● 1 - 4 鳥取西                                 | 初戦敗退                                       |
| 1954年（第36回大会）  | 松商学園（信越・5年連続13回目）                | 2回戦                                          | ● 6 - 7 中京商                                 | 初戦敗退                                       |
| 1955年（第37回大会）  | 伊那北（信越・初出場）                         | 1回戦                                          | ○ 1 - 0 新庄北（延長11回）                     | 2回戦                                          |
| 1955年（第37回大会）  | 伊那北（信越・初出場）                         | 2回戦                                          | ● 1 - 4 城東                                   | 2回戦                                          |
| 1956年（第38回大会）  | 伊那北（信越・2年連続2回目）                   | 1回戦                                          | ○ 4 - 1 静岡（延長10回）                       | 2回戦                                          |
| 1956年（第38回大会）  | 伊那北（信越・2年連続2回目）                   | 2回戦                                          | ● 2 - 3x 西条                                  | 2回戦                                          |
| 1957年（第39回大会）  | 上田松尾（信越・初出場）                       | 2回戦                                          | ○ 3 - 1 平安                                   | ベスト8                                        |
| 1957年（第39回大会）  | 上田松尾（信越・初出場）                       | 準々決勝                                       | ● 0 - 5 広島商                                 | ベスト8                                        |
| 1958年（第40回大会）  | 松商学園（4年ぶり14回目）                      | 2回戦                                          | ● 5 - 8 八女                                   | 初戦敗退                                       |
| 1959年（第41回大会）  | 松商学園（2年連続15回目）                      | 1回戦                                          | ○ 5x - 4 松阪商                                | 2回戦                                          |
| 1959年（第41回大会）  | 松商学園（2年連続15回目）                      | 2回戦                                          | ● 3 - 5 西条（延長10回）                       | 2回戦                                          |
| 1960年（第42回大会）  | 赤穂（初出場）                                 | 2回戦                                          | ● 1 - 2 早稲田実                               | 初戦敗退                                       |
| 1961年（第43回大会）  | 伊那北（5年ぶり3回目）                         | 1回戦                                          | ● 0 - 2 東北                                   | 初戦敗退                                       |
| 1962年（第44回大会）  | 長野（41年ぶり2回目）                          | 1回戦                                          | ● 0 - 3 慶応                                   | 初戦敗退                                       |
| 1963年（第45回大会）  | 松商学園（4年ぶり16回目）                      | 1回戦                                          | ○ 3 - 2 京都商                                 | 2回戦                                          |
| 1963年（第45回大会）  | 松商学園（4年ぶり16回目）                      | 2回戦                                          | ● 0 - 5 下関商                                 | 2回戦                                          |
| 1964年（第46回大会）  | 松商学園（2年連続17回目）                      | 1回戦                                          | ○ 6 - 0 千葉商                                 | 2回戦                                          |
| 1964年（第46回大会）  | 松商学園（2年連続17回目）                      | 2回戦                                          | ● 2 - 5 岐阜商                                 | 2回戦                                          |
| 1965年（第47回大会）  | 丸子実（初出場）                               | 1回戦                                          | ○ 3 - 1 天理                                   | ベスト8                                        |
| 1965年（第47回大会）  | 丸子実（初出場）                               | 2回戦                                          | ○ 11 - 3 佐賀商                                | ベスト8                                        |
| 1965年（第47回大会）  | 丸子実（初出場）                               | 準々決勝                                       | ● 0 - 3 銚子商                                 | ベスト8                                        |
| 1966年（第48回大会）  | 塚原（初出場）                                 | 1回戦                                          | ● 0 - 1x 松山商（延長11回）                    | 初戦敗退                                       |
| 1967年（第49回大会）  | 松商学園（3年ぶり18回目）                      | 1回戦                                          | ○ 3 - 0 早鞆                                   | 2回戦                                          |
| 1967年（第49回大会）  | 松商学園（3年ぶり18回目）                      | 2回戦                                          | ● 0 - 2 広陵                                   | 2回戦                                          |
| 1968年（第50回大会）  | 岡谷工（38年ぶり3回目）                        | 1回戦                                          | ● 3 - 5 興南                                   | 初戦敗退                                       |
| 1969年（第51回大会）  | 松商学園（2年ぶり19回目）                      | 1回戦                                          | ○ 14 - 0 三笠                                  | 2回戦                                          |
| 1969年（第51回大会）  | 松商学園（2年ぶり19回目）                      | 2回戦                                          | ● 1 - 9 玉島商                                 | 2回戦                                          |
| 1970年（第52回大会）  | 須坂園芸（初出場）                             | 1回戦                                          | ● 0 - 13 平安                                  | 初戦敗退                                       |
| 1971年（第53回大会）  | 須坂商（初出場）                               | 1回戦                                          | ● 3 - 4x 今治西                                | 初戦敗退                                       |
| 1972年（第54回大会）  | 丸子実（7年ぶり2回目）                         | 1回戦                                          | ● 6 - 7x 高松一                                | 初戦敗退                                       |
| 1973年（第55回大会）  | 丸子実（2年連続3回目）                         | 1回戦                                          | ○ 9 - 4 箕島                                   | 2回戦                                          |
| 1973年（第55回大会）  | 丸子実（2年連続3回目）                         | 2回戦                                          | ● 0 - 5 今治西                                 | 2回戦                                          |
| 1974年（第56回大会）  | 野沢北（初出場）                               | 2回戦                                          | ● 0 - 9 佐伯鶴城                               | 初戦敗退                                       |
| 1975年（第57回大会）  | 松商学園（6年ぶり20回目）                      | 2回戦                                          | ● 3 - 5 東海大相模                             | 初戦敗退                                       |
| 1976年（第58回大会）  | 松商学園（2年連続21回目）                      | 2回戦                                          | ● 0 - 1 PL学園                                 | 初戦敗退                                       |
| 1977年（第59回大会）  | 松商学園（3年連続22回目）                      | 1回戦                                          | ● 0 - 7 福井商                                 | 初戦敗退                                       |
| 1978年（第60回大会）  | 松商学園（4年連続23回目）                      | 1回戦                                          | ● 0 - 6 天理                                   | 初戦敗退                                       |
| 1979年（第61回大会）  | 松商学園（5年連続24回目）                      | 2回戦                                          | ● 2 - 9 池田                                   | 初戦敗退                                       |
| 1980年（第62回大会）  | 松商学園（6年連続25回目）                      | 1回戦                                          | ● 0 - 2 高知商                                 | 初戦敗退                                       |
| 1981年（第63回大会）  | 岡谷工（13年ぶり4回目）                        | 2回戦                                          | ○ 5 - 2 津久見                                 | 3回戦                                          |
| 1981年（第63回大会）  | 岡谷工（13年ぶり4回目）                        | 3回戦                                          | ● 1 - 2x 都城商（延長12回）                    | 3回戦                                          |
| 1982年（第64回大会）  | 丸子実（9年ぶり4回目）                         | 1回戦                                          | ● 2 - 3 春日丘                                 | 初戦敗退                                       |
| 1983年（第65回大会）  | 長野商（44年ぶり8回目）                        | 1回戦                                          | ● 1 - 2x 興南（延長10回）                      | 初戦敗退                                       |
| 1984年（第66回大会）  | 篠ノ井（初出場）                               | 1回戦                                          | ● 0 - 4 沖縄水産                               | 初戦敗退                                       |
| 1985年（第67回大会）  | 丸子実（3年ぶり5回目）                         | 1回戦                                          | ● 0 - 3 延岡商                                 | 初戦敗退                                       |
| 1986年（第68回大会）  | 松商学園（6年ぶり26回目）                      | 1回戦                                          | ● 4 - 8 鹿児島商                               | 初戦敗退                                       |
| 1987年（第69回大会）  | 上田（30年ぶり2回目）                          | 2回戦                                          | ● 2 - 5 習志野                                 | 初戦敗退                                       |
| 1988年（第70回大会）  | 上田東（初出場）                               | 2回戦                                          | ● 3 - 4x 広島商（延長10回）                    | 初戦敗退                                       |
| 1989年（第71回大会）  | 丸子実（4年ぶり6回目）                         | 1回戦                                          | ● 3 - 10 上宮                                  | 初戦敗退                                       |
| 1990年（第72回大会）  | 丸子実（2年連続7回目）                         | 1回戦                                          | ● 2 - 7 徳島商                                 | 初戦敗退                                       |
| 1991年（第73回大会）  | 松商学園（5年ぶり27回目）                      | 1回戦                                          | ○ 6 - 2 岡山東商                               | ベスト8                                        |
| 1991年（第73回大会）  | 松商学園（5年ぶり27回目）                      | 2回戦                                          | ○ 8 - 3 八幡商                                 | ベスト8                                        |
| 1991年（第73回大会）  | 松商学園（5年ぶり27回目）                      | 3回戦                                          | ○ 4x - 3 四日市工（延長16回）                  | ベスト8                                        |
| 1991年（第73回大会）  | 松商学園（5年ぶり27回目）                      | 準々決勝                                       | ● 2 - 3 星稜                                   | ベスト8                                        |
| 1992年（第74回大会）  | 松商学園（2年連続28回目）                      | 1回戦                                          | ● 0 - 5 近大付                                 | 初戦敗退                                       |
| 1993年（第75回大会）  | 松商学園（3年連続29回目）                      | 1回戦                                          | ● 2 - 3 長崎日大（延長12回）                   | 初戦敗退                                       |
| 1994年（第76回大会）  | 佐久（初出場）                                 | 2回戦                                          | ○ 5 - 0 敦賀気比                               | ベスト4                                        |
| 1994年（第76回大会）  | 佐久（初出場）                                 | 3回戦                                          | ○ 5 - 3 愛知                                   | ベスト4                                        |
| 1994年（第76回大会）  | 佐久（初出場）                                 | 準々決勝                                       | ○ 2x - 1 水戸商                                | ベスト4                                        |
| 1994年（第76回大会）  | 佐久（初出場）                                 | 準決勝                                         | ● 2 - 3x 佐賀商（延長10回）                    | ベスト4                                        |
| 1995年（第77回大会）  | 佐久長聖（2年連続2回目）                       | 1回戦                                          | ○ 4 - 2 長崎日大                               | 2回戦                                          |
| 1995年（第77回大会）  | 佐久長聖（2年連続2回目）                       | 2回戦                                          | ● 2 - 4 金足農                                 | 2回戦                                          |
| 1996年（第78回大会）  | 東海大三（初出場）                             | 1回戦                                          | ● 0 - 8 松山商                                 | 初戦敗退                                       |
| 1997年（第79回大会）  | 松商学園（4年ぶり30回目）                      | 1回戦                                          | ● 3 - 4 西京                                   | 初戦敗退                                       |
| 1998年（第80回大会）  | 佐久長聖（3年ぶり3回目）                       | 1回戦                                          | ● 2 - 3x 佐賀学園                              | 初戦敗退                                       |
| 1999年（第81回大会）  | 松商学園（2年ぶり31回目）                      | 2回戦                                          | ● 3 - 6 尽誠学園                               | 初戦敗退                                       |
| 2000年（第82回大会）  | 松商学園（2年連続32回目）                      | 1回戦                                          | ○ 14 - 4 岩国                                  | 3回戦                                          |
| 2000年（第82回大会）  | 松商学園（2年連続32回目）                      | 2回戦                                          | ○ 5 - 4 宇都宮学園                             | 3回戦                                          |
| 2000年（第82回大会）  | 松商学園（2年連続32回目）                      | 3回戦                                          | ● 3 - 11 樟南                                  | 3回戦                                          |
| 2001年（第83回大会）  | 塚原青雲（35年ぶり2回目）                      | 2回戦                                          | ○ 8 - 7 八頭                                   | 3回戦                                          |
| 2001年（第83回大会）  | 塚原青雲（35年ぶり2回目）                      | 3回戦                                          | ● 1 - 11 近江                                  | 3回戦                                          |
| 2002年（第84回大会）  | 佐久長聖（4年ぶり4回目）                       | 2回戦                                          | ○ 11 - 7 東山                                  | 3回戦                                          |
| 2002年（第84回大会）  | 佐久長聖（4年ぶり4回目）                       | 3回戦                                          | ● 5 - 12 尽誠学園                              | 3回戦                                          |
| 2003年（第85回大会）  | 長野工（初出場）                               | 1回戦                                          | ● 1 - 6 智弁和歌山                             | 初戦敗退                                       |
| 2004年（第86回大会）  | 塚原青雲（3年ぶり3回目）                       | 1回戦                                          | ● 1 - 3 佐土原                                 | 初戦敗退                                       |
| 2005年（第87回大会）  | 松商学園（5年ぶり33回目）                      | 1回戦                                          | ● 1 - 4 沖縄尚学                               | 初戦敗退                                       |
| 2006年（第88回大会）  | 松代（初出場）                                 | 1回戦                                          | ○ 7x - 6 倉吉北                                | 2回戦                                          |
| 2006年（第88回大会）  | 松代（初出場）                                 | 2回戦                                          | ● 3 - 5 八重山商工                             | 2回戦                                          |
| 2007年（第89回大会）  | 松商学園（2年ぶり34回目）                      | 1回戦                                          | ● 3 - 9 近江                                   | 初戦敗退                                       |
| 2008年（第90回大会）  | 松商学園（2年連続35回目）                      | 1回戦                                          | ● 4 - 6 慶応                                   | 初戦敗退                                       |
| 2009年（第91回大会）  | 長野日大（初出場）                             | 1回戦                                          | ○ 10 - 8 作新学院                              | 3回戦                                          |
| 2009年（第91回大会）  | 長野日大（初出場）                             | 2回戦                                          | ○ 7 - 6 天理                                   | 3回戦                                          |
| 2009年（第91回大会）  | 長野日大（初出場）                             | 3回戦                                          | ● 5 - 15 中京大中京                            | 3回戦                                          |
| 2010年（第92回大会）  | 松本工（初出場）                               | 1回戦                                          | ● 1 - 14 九州学院                              | 初戦敗退                                       |
| 2011年（第93回大会）  | 東京都市大塩尻（初出場）                       | 2回戦                                          | ● 3 - 6 明豊                                   | 初戦敗退                                       |
| 2012年（第94回大会）  | 佐久長聖（10年ぶり5回目）                      | 1回戦                                          | ● 5 - 9 作新学院                               | 初戦敗退                                       |
| 2013年（第95回大会）  | 上田西（初出場）                               | 1回戦                                          | ● 5 - 7 木更津総合                             | 初戦敗退                                       |
| 2014年（第96回大会）  | 佐久長聖（2年ぶり6回目）                       | 1回戦                                          | ○ 3 - 1 東海大甲府                             | 2回戦                                          |
| 2014年（第96回大会）  | 佐久長聖（2年ぶり6回目）                       | 2回戦                                          | ● 2 - 4 聖光学院                               | 2回戦                                          |
| 2015年（第97回大会）  | 上田西（2年ぶり2回目）                         | 1回戦                                          | ○ 3 - 0 宮崎日大                               | 2回戦                                          |
| 2015年（第97回大会）  | 上田西（2年ぶり2回目）                         | 2回戦                                          | ● 6 - 10 作新学院                              | 2回戦                                          |
| 2016年（第98回大会）  | 佐久長聖（2年ぶり7回目）                       | 1回戦                                          | ● 2 - 3 鳴門                                   | 初戦敗退                                       |
| 2017年（第99回大会）  | 松商学園（9年ぶり36回目）                      | 1回戦                                          | ○ 12 - 3 土浦日大                              | 2回戦                                          |
| 2017年（第99回大会）  | 松商学園（9年ぶり36回目）                      | 2回戦                                          | ● 3 - 6 盛岡大付                               | 2回戦                                          |
| 2018年（第100回大会） | 佐久長聖（2年ぶり8回目）                       | 1回戦                                          | ○ 5 - 4 旭川大（延長14回TB）                   | 2回戦                                          |
| 2018年（第100回大会） | 佐久長聖（2年ぶり8回目）                       | 2回戦                                          | ● 4 - 5 高岡商                                 | 2回戦                                          |
| 2019年（第101回大会） | 飯山（初出場）                                 | 1回戦                                          | ● 1 - 20 仙台育英                              | 初戦敗退                                       |
| 2020年（第102回大会） | （新型コロナウイルス感染症流行による大会中止） | （新型コロナウイルス感染症流行による大会中止） | （新型コロナウイルス感染症流行による大会中止） | （新型コロナウイルス感染症流行による大会中止） |
| 2021年（第103回大会） | 松商学園（4年ぶり37回目）                      | 1回戦                                          | ○ 17 - 4 高岡商                                | 3回戦                                          |
| 2021年（第103回大会） | 松商学園（4年ぶり37回目）                      | 2回戦                                          | ○ 東北学院（不戦勝）                           | 3回戦                                          |
| 2021年（第103回大会） | 松商学園（4年ぶり37回目）                      | 3回戦                                          | ● 0 - 2 明徳義塾                               | 3回戦                                          |
| 2022年（第104回大会） | 佐久長聖（4年ぶり9回目）                       | 2回戦                                          | ● 4 - 14 高松商                                | 初戦敗退                                       |
| 2023年（第105回大会） | 上田西（8年ぶり3回目）                         | 1回戦                                          | ● 3 - 8 土浦日大（延長10回TB）                 | 初戦敗退                                       |
| 2024年（第106回大会） | 長野日大（15年ぶり2回目）                      | 1回戦                                          | ● 1 - 9 青森山田                               | 初戦敗退                                       |
| 2025年（第107回大会） | 松商学園（4年ぶり38回目）                      | 2回戦                                          | ● 0 - 3 岡山学芸館                             | 初戦敗退                                       |

## 通算成績
| 出場 | 試合 | 勝利 | 敗戦 | 引分 | 勝率 | 優勝 | 準優勝 | ベスト4 | ベスト8 |
| ---- | ---- | ---- | ---- | ---- | ---- | ---- | ------ | ------- | ------- |
| 102  | 162  | 62   | 100  | 0    | .383 | 1    | 3      | 5       | 8       |

## 学校別成績
| 校名           | 出場 | 勝敗     | 直近出場 | 最高成績 | 旧名               |
| -------------- | ---- | -------- | -------- | -------- | ------------------ |
| 松商学園       | 38回 | 28勝37敗 | 2025年   | 優勝1回  | 松本商             |
| 佐久長聖       | 9回  | 7勝9敗   | 2022年   | ベスト4  | 佐久               |
| 長野商         | 8回  | 7勝8敗   | 1983年   | ベスト4  |                    |
| 丸子修学館     | 7回  | 3勝7敗   | 1990年   | ベスト8  | 丸子実             |
| 岡谷工         | 4回  | 4勝4敗   | 1981年   | 準優勝   | 諏訪蚕糸           |
| 長野師範       | 4回  | 3勝3敗   | 1919年   | 準優勝   |                    |
| 上田西         | 3回  | 1勝3敗   | 2023年   | 2回戦    |                    |
| 伊那北         | 3回  | 2勝3敗   | 1961年   | 2回戦    |                    |
| 松本国際       | 3回  | 1勝3敗   | 2004年   | 3回戦    | 塚原・塚原青雲     |
| 松本美須々ヶ丘 | 2回  | 2勝2敗   | 1949年   | ベスト8  | 松本市中・松本市立 |
| 長野日大       | 2回  | 2勝2敗   | 2024年   | 3回戦    |                    |
| 上田           | 2回  | 1勝2敗   | 1987年   | ベスト8  | 上田松尾           |
| 長野           | 2回  | 0勝2敗   | 1962年   | 初戦敗退 | 長野中             |
| 松代           | 1回  | 1勝1敗   | 2006年   | 2回戦    |                    |
| 飯田OIDE長姫   | 1回  | 0勝1敗   | 1935年   | 初戦敗退 | 飯田商             |
| 松本深志       | 1回  | 0勝1敗   | 1947年   | 初戦敗退 | 県松本中           |
| 穂高商         | 1回  | 0勝1敗   | 1948年   | 初戦敗退 | 穂高農             |
| 赤穂           | 1回  | 0勝1敗   | 1960年   | 初戦敗退 |                    |
| 須坂園芸       | 1回  | 0勝1敗   | 1970年   | 初戦敗退 |                    |
| 須坂商         | 1回  | 0勝1敗   | 1971年   | 初戦敗退 |                    |
| 野沢北         | 1回  | 0勝1敗   | 1974年   | 初戦敗退 |                    |
| 篠ノ井         | 1回  | 0勝1敗   | 1984年   | 初戦敗退 |                    |
| 上田東         | 1回  | 0勝1敗   | 1988年   | 初戦敗退 |                    |
| 東海大諏訪     | 1回  | 0勝1敗   | 1996年   | 初戦敗退 | 東海大三           |
| 長野工         | 1回  | 0勝1敗   | 2003年   | 初戦敗退 |                    |
| 松本工         | 1回  | 0勝1敗   | 2010年   | 初戦敗退 |                    |
| 東京都市大塩尻 | 1回  | 0勝1敗   | 2011年   | 初戦敗退 |                    |
| 飯山           | 1回  | 0勝1敗   | 2019年   | 初戦敗退 |                    |